# 小乙
小乙（？—？），子姓，名斂，商朝君主，前任君主小辛之弟。小乙在位时商朝首都在殷（今河南省安阳市西北殷都区小屯村），他曾命太子武丁居住于黄河边，由甘盘教授其治国之道。《今本竹書紀年》记载他在位十年，《太平御览》引《史记》记载其在位二十八年。死後由其子武丁繼位。

## 家庭

### 妻
- 妣庚，甲骨文作“小乙配妣庚”[4]

### 子
- 武丁